# Magne Thomassen
Pour l’article homonyme, voir Thomassen.
Magne Thomassen, né le 1er mai 1941 à Melhus, est un ancien patineur de vitesse norvégien.

## Biographie
Aux Jeux olympiques d'hiver de 1968 organisés à Grenoble en France, Magne Thomassen obtient la médaille d'argent sur 500 mètres et se classe quatrième au 1 500 mètres. Il avait battu peu avant ces Jeux le record du monde du 1 500 m à Davos avec un temps de 2 min 02 s 5. Il remporte également deux médailles d'argent aux Championnats du monde toutes épreuves en 1968 et 1970 et la médaille de bronze lors des premiers Championnats du monde de sprint. 

## Palmarès
| Compétition                           | Or | Argent       | Bronze |
| Jeux olympiques                       |    | 1968 (500 m) |        |
| Championnats du monde toutes épreuves |    | 1968, 1970   |        |
| Championnats du monde de sprint       |    |              | 1970   |
| Championnats d'Europe toutes épreuves |    |              | 1968   |

## Records personnels
| Distance      | Temps         | Année |
| ------------- | ------------- | ----- |
| 500 mètres    | 39 s 8        | 1970  |
| 1 000 mètres  | 1 min 21 s 0  | 1971  |
| 1 500 mètres  | 2 min 2 s 5   | 1968  |
| 5 000 mètres  | 7 min 22 s 3  | 1969  |
| 10 000 mètres | 15 min 23 s 3 | 1968  |

en gras : ancien record du monde